# Bergmeerkat
De bergmeerkat of l'hoëstmeerkat (Allochrocebus lhoesti) is een zoogdier uit de familie van de apen van de Oude Wereld (Cercopithecidae). De soort wordt sinds 2013 samen met Cercopithecus preussi en de zonnestaartmeerkat in het geslacht Allochrocebus geplaatst. De wetenschappelijke naam van de soort werd in 1899 gepubliceerd door Philip Lutley Sclater, en is vernoemd naar François L'Hoëst, die in 1899 directeur was van de Koninklijke Maatschappij voor Dierkunde Antwerpen.

## Voorkomen
De soort komt voor in het oosten van de Democratische Republiek Congo, het westen van Oeganda, Rwanda en Burundi.